# Neotheronia angulata
Neotheronia angulata är en stekelart som beskrevs av Krieger 1905. Neotheronia angulata ingår i släktet Neotheronia och familjen brokparasitsteklar. Inga underarter finns listade i Catalogue of Life.